# Храм Місяця

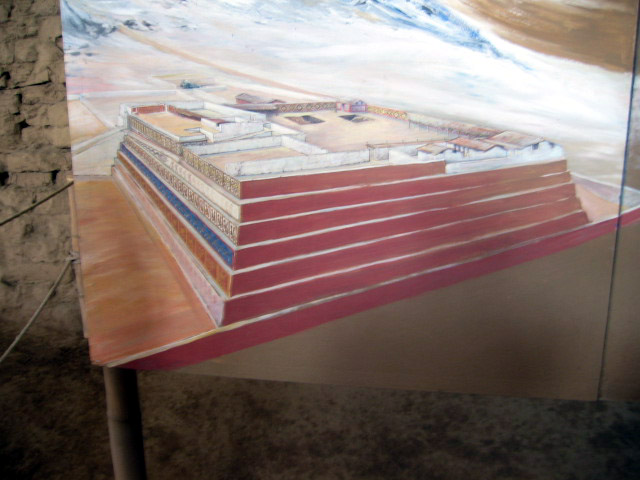
Макет храму Місяця

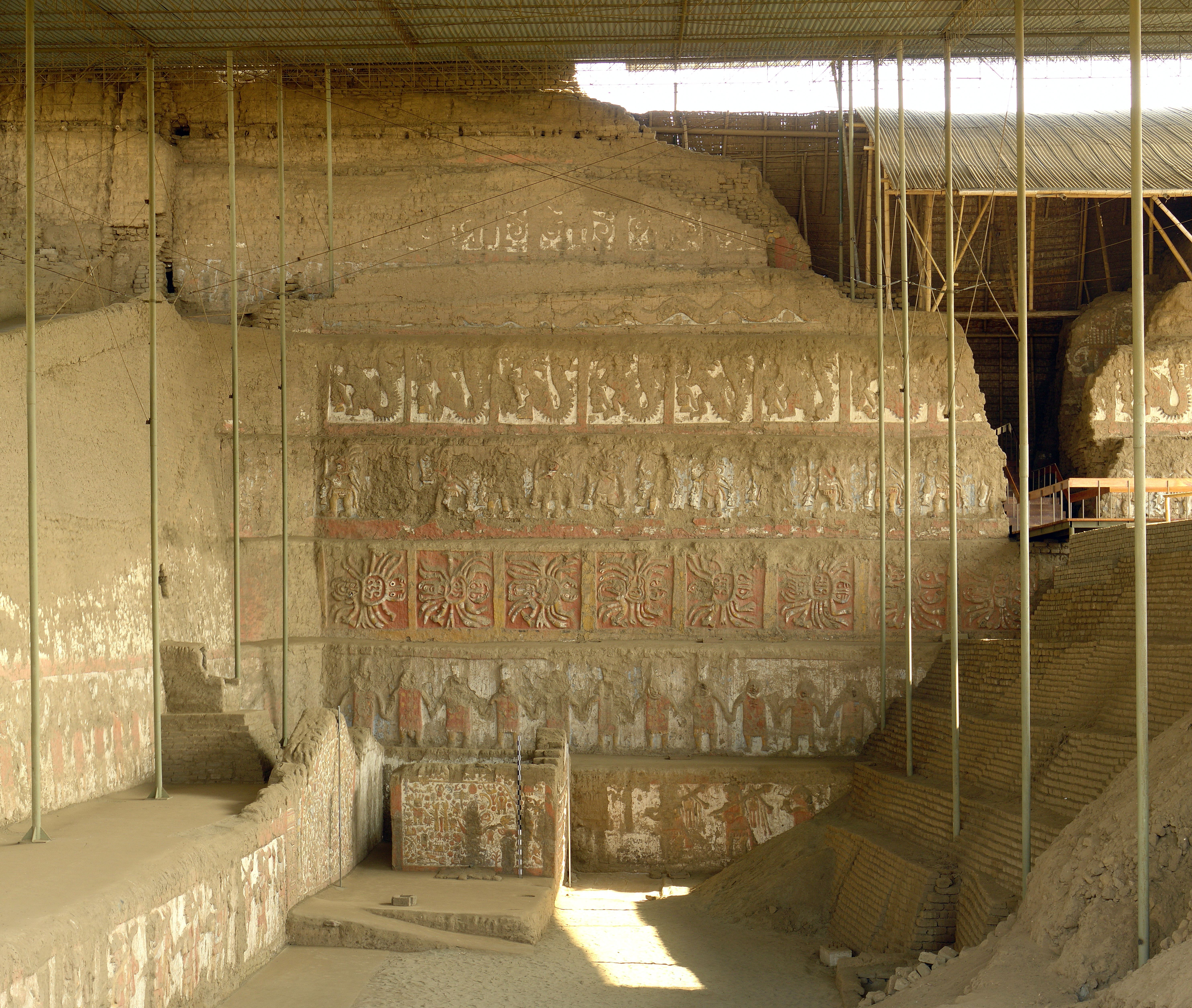
Декоративна стіна храму Місяця

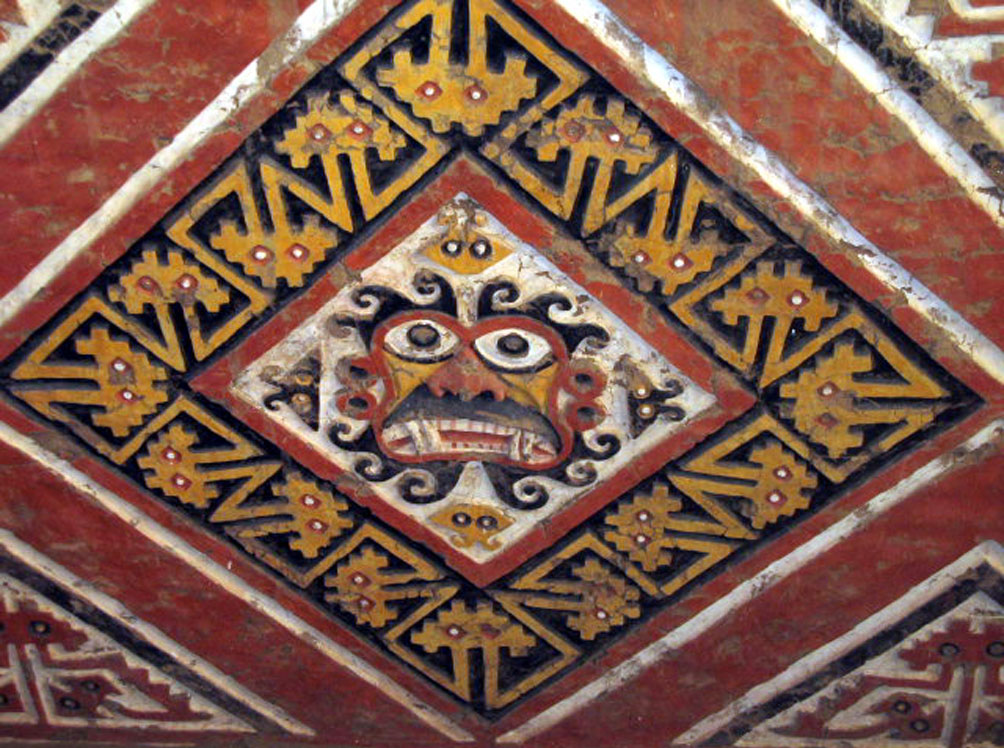
Відновлена розпис на стелі храму Місяця

Храм Місяця, або Уака Місяця — споруда з саману на півночі Перу в регіоні Ла-Лібертад , приблизно за 5 км від міста Трухільйо. Храм належить до стародавньої культури Мочика. Недалеко від нього знаходиться Храм Сонця, теж культури мочика; між двома храмами знаходилося місто. В наш час[коли?] храм приваблює туристів збереженими на стінах фресками.

## Культовий центр
Храм був культовим, церемоніальним і релігійним центром. Є однією з небагатьох священних місць інків — УАК, в якому збереглися чудові стіни і настінні фрески, попри те, що храм був розграбований. У конструкції даної УАКи можна відзначити декілька храмів, які надбудовувалися один над одним у різні епохи. Має прямокутну основу шириною 87 метрів і висотою 21 метр. На його верхній платформі височать кілька залів, прикрашених людськими фігурами. На церемоніальному вівтарі останнього за часом спорудження храмів виявлені залишки 40 воїнів, принесених в жертву.
У Храмі Місяця збереглися цікаві настінні фрески, виконані фарбами 5 кольорів (білий, чорний, червоний, синій і гірчично-коричневий) мінерального походження, а також рельєфи, на яких можна розпізнати мочикське божество Ай-Апаек або якесь інше обезголовлене  божество. Крім того, навколо храму є храмовий двір і площі, споруджені понад 1500 років тому.
На фасаді зображено кілька персонажів, таких, як божество гір з поясами, на яких висять голова кондора, лисиці, змії, величезні раки з церемоніальними ножами, людей, які тримають один одного за руки, а також жерців. Кожна з фігур пов'язана з культом води, родючості землі і жертвами, приносяться в храмі.
Є внутрішній двір площею 10 тис. м²., звідки населення міської зони могло спостерігати приготування до жертвоприношення воїнів, проте, як видається, саме жертвоприношення відбувалося в присутності лише вищих посадових осіб.